# Brookit
Brookit är ett naturligt förekommande mineral av titandioxid formeln:TiO2, samma formel som mineralerna anatas och rutil men med annorlunda symmetri än dessa. Detta gör brookit till en polymorf av titandioxid. Brookit förekommer ofta som tunna plattor, mer sällsynt som pyramidala eller pseudohexagonala kristaller.  Brookit är sällsynt jämfört med anatas och rutil och, liksom dessa former, uppvisar den fotokatalytisk aktivitet. Brookit har också en större cellvolym än såväl anatas som rutil, med 8 TiO2 -grupper per enhetscell, jämfört med 4 för anatas och 2 för rutil. Järn (Fe), tantal (Ta) och niob (Nb) är vanliga föroreningar i brookit.  Vid temperaturer över cirka 750 °C kommer brookit att återgå till rutilstrukturen.
Brookit namngavs 1825 av den franske mineralogen Armand Lévy efter Henry James Brooke (1771–1857), en engelsk kristallograf, mineralog och ullhandlare.

## Egenskaper
Brookit är ett sprött mineral, med ett subkonkoidalt till oregelbundet brott och dålig spaltning i en riktning parallell med c-kristallaxeln och spår av spaltning i en riktning vinkelrät mot både a- och b-kristallaxlarna. Tvilling är osäkert. Mineralet har en Mohs hårdhet på 5,5 - 6, mellan apatit och fältspat. Detta är samma hårdhet som anatas och lite mindre än för rutil (6 – 6,5). Specifik vikt är 4,08 till 4,18, mellan den för anatas vid 3,9 och rutil vid 4,2. Färgen är röd- eller gulbrun, mörkt brun eller svart.
Brookit är dubbelbrytande, liksom alla ortorombiska mineraler och den är biaxiell (+). Brytningsindex är mycket höga, över 2,5, vilket är till och med högre än diamant med 2,42. Som jämförelse har vanligt fönsterglas ett brytningsindex på cirka 1,5. Brookit uppvisar mycket svag pleokroism, gulaktig, rödaktig och orange till brun. Den är varken fluorescerande eller radioaktiv.

## Struktur

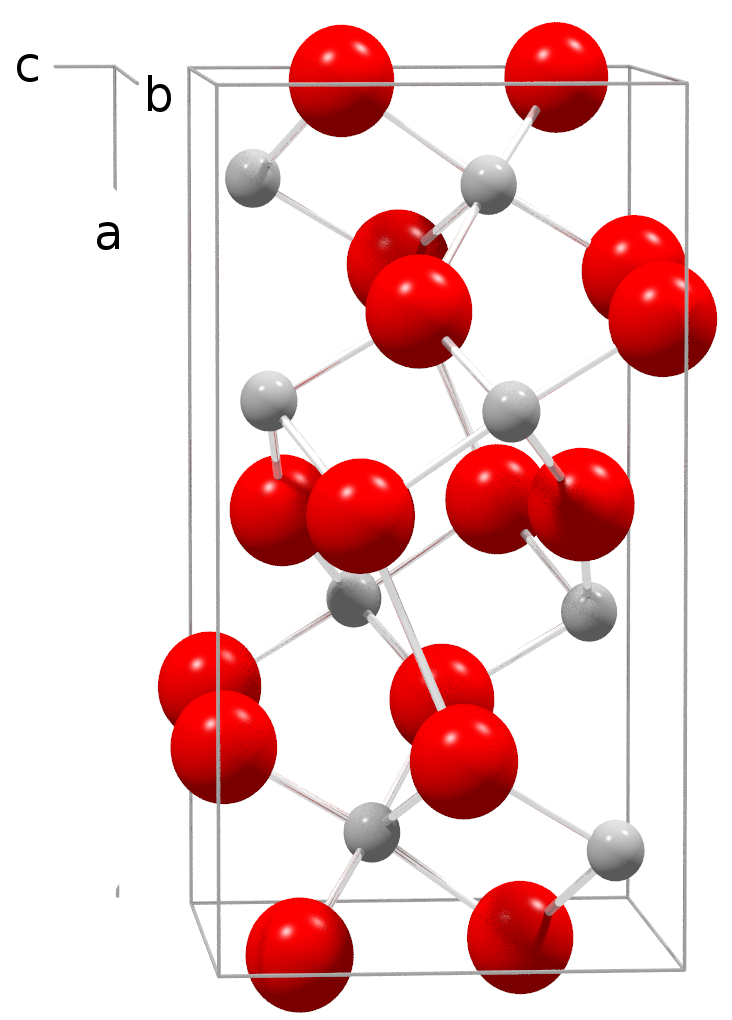
Brookit - kristallstruktur (illustration av enhetscell)

Brookitstrukturen är uppbyggd av förvrängda oktaedrar med en titanjon i mitten och syrejoner vid var och en av de sex hörnen. Varje oktaeder delar tre kanter med angränsande oktaedrar, vilket bildar en ortorombisk struktur.

## Förekomst
Brookit förekommer i naturen i alpinotypa sprickor och gångar, vissa magmatiska eller metamorfa bergarter samt i sediment som detritalt mineral. Associerade mineraler är dess polymorfer anatas och rutil, men även titanit, ortoklas, kvarts, hematit, kalcit, klorit och muskovit.
Typorten är Twll Maen Grisial, Fron Olau, Prenteg, Gwynedd, Wales. År 2004 hittades brookitkristaller i Kharan, i Baluchistan, Pakistan.
Arkansit är en variant av brookit från Magnet Cove, Arkansas, USA. Den finns också i Murun-massivet på Olyokma-Chara-platån i östra Sibirien, Ryssland, en del av Aldan-skölden.